# 411vm 34
411vm 34 je štiriintrideseta številka 411 video revije in je izšla januarja 1999.

## Vsebina številke in glasbena podlaga
Glasbena podlaga je navedena v oklepajih.
- Chaos (The Roots - 100 % Dundee)
- Day in the life Warner Avenue Crew (Minor Threat - Stumped, Fugazi - Reprovisional)
- Profiles Pat Channita, Matt Pailes (Hive - Sphaira, Souls of Mischief - Step TP my Girl, Hive - Mood Swings (Act 1), Hive - Steps into the Light)
- Wheels of fortune Danny Garcia (The Grouch - Rap is Senseless)
- Main event Premiera filma Misled Youth (Nevermore - Deconstruction)
- Industry Liberty Board Shop (Eighty Mile Beach - Red Helicopters, Double Life feat. Raw B - Cycles of the Mind)
- Road trip Duffs na Portugalskem (Scott Thomas Band - Never Coming Home)
- Spot check Vista (Peanut Butter Wolf - They Don't Fall Down)
- World report Španija, Japonska, Združeno kraljestvo (4hero - Spirits in Transit)

Glasba v zaslugah je Blink 182 - Apple Shampoo.